# Simone Schiaffino (cacciatorpediniere)
Il Simone Schiaffino è stato un cacciatorpediniere (e successivamente una torpediniera) della Regia Marina. L'unità è intitolata al patriota garibaldino Simone Schiaffino, che combatté e morì nella battaglia di Calatafimi.

## Storia
La nave entrò in servizio qualche mese dopo l'entrata dell'Italia nella prima guerra mondiale.
Nella notte tra l'11 ed il 12 dicembre 1915 lo Schiaffino ed un altro cacciatorpediniere, l’Ardito, scortarono da Brindisi a Durazzo i piroscafi Epiro e Molfetta con a bordo rifornimenti per le truppe serbe, vigilarono sullo scarico dei materiali e li scortarono poi sulla rotta di rientro per Brindisi.
Nel dicembre 1916 la nave si trovava ai lavori a Brindisi.
Nella notte tra il 14 ed il 15 maggio 1917 il Canale d'Otranto fu oggetto di un duplice attacco austroungarico volto sia a distruggere i drifters, pescherecci armati che pattugliavano lo sbarramento antisommergibile del Canale d'Otranto, sia, come azione diversiva, a distruggere un convoglio italiano diretto in Albania; alle 4.50 del 15 maggio, in seguito a notizie di tali attacchi, lo Schiaffino fu fatto approntare insieme al cacciatorpediniere Pilo ed all'incrociatore leggero inglese Dartmouth, facendo poi rotta per nordest onde intercettare la formazione navale nemica. Intorno alle 8.10, in un primo scontro, l'esploratore Aquila (una delle numerose altre unità fatte partire dopo Dartmouth, Pilo e Schiaffino) fu immobilizzato; verso le 9.05, dato che i tre esploratori austro-ungarici Saida, Helgoland e Novara dirigevano verso il danneggiato Aquila, il Dartmouth, il Bristol (altro incrociatore britannico) ed i cacciatorpediniere Acerbi e Mosto si posero tra la nave immobilizzata e quelle avversarie, aprendo il fuoco alle 9.30, da 8500 metri. Le tre navi austriache ripiegarono verso nordovest e la formazione anglo-italiana si pose al suo inseguimento, a distanze comprese tra 4500 e 10.000 metri, continuando a sparare; nello scontro rimasero danneggiate tutte le navi maggiori, ma la formazione di cui faceva parte lo Schiaffino dovette interrompere l'azione ed allontanarsi alle 12.05, dato che, giunti nei pressi della base austroungarica di Cattaro, ne erano usciti in rinforzo agli esploratori nemici anche l'incrociatore corazzato Sankt Georg ed i cacciatorpediniere Tatra e Warasdinier.
Il 19 ottobre 1917, alle 6.30, lasciò Brindisi insieme agli esploratori Pepe e Poerio ed ai cacciatorpediniere Insidioso e Bronzetti, ponendosi all'inseguimento di un gruppo di navi austroungariche (esploratore Helgoland, cacciatorpediniere Lika, Triglaw, Tatra, Csepel, Orjen e Balaton) che erano uscite da Cattaro per attaccare convogli italiani. Helgoland e Lika, non essendo stati trovati convogli, si portarono in vista di Brindisi per farsi inseguire dalle navi italiane ed attirarle nella zona d'agguato dei sommergibili U 32 ed U 40, ma dopo un lungo inseguimento che vide anche alcuni attacchi aerei alle unità nemiche, tutte le navi italiane tornarono in porto senza danni.
Il 2 ottobre 1918 fu in mare insieme alla corazzata Dante Alighieri, agli esploratori Racchia, Rossarol, Pepe e Poerio ed al cacciatorpediniere Nievo per contrastare un eventuale contrattacco di navi nemiche provenienti da Cattaro volto ad impedire il bombardamento di Durazzo da parte di altre unità italiane ed inglesi.
Nel novembre 1918 sbarcò a Zuri un reparto incaricato dell'occupazione della località.
Posteriormente al 1918 lo Schiaffino fu sottoposto a lavori di modifica che videro la sostituzione dei cannoni da 76 mm con 5 da 102 e l'imbarco di 2 mitragliere da 40 mm; il dislocamento a pieno carico salì a 900 tonnellate.
Nel 1929 la nave fu declassata a torpediniera.
All'ingresso dell'Italia nella seconda guerra mondiale la Schiaffino faceva parte della V Squadriglia Torpediniere (La Farina, Abba, Albatros, Dezza) con base a Messina. Operò in missioni di scorta, vigilanza delle coste e soccorso ai trasporti.
Il 24 aprile 1941, mentre effettuava la posa di alcune boe di segnalazione nelle acque prospicienti Capo Bon, la Schiaffino urtò di poppa una mina appena posata da unità italiane e saltò in aria, inabissandosi di poppa nel giro di tre minuti.
Vi trovò la morte la maggior parte dell'equipaggio: solo alcuni uomini che si trovavano a prua riuscirono a porsi in salvo, 36 in tutto i sopravvissuti. Tra gli scomparsi anche il comandante della nave, il capitano di corvetta Riccardo Argentino.